# Bulgaars voetballer van het jaar

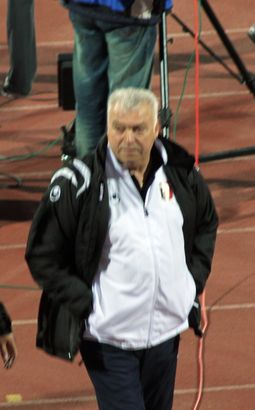
Hristo Bonev, drievoudig winnaar

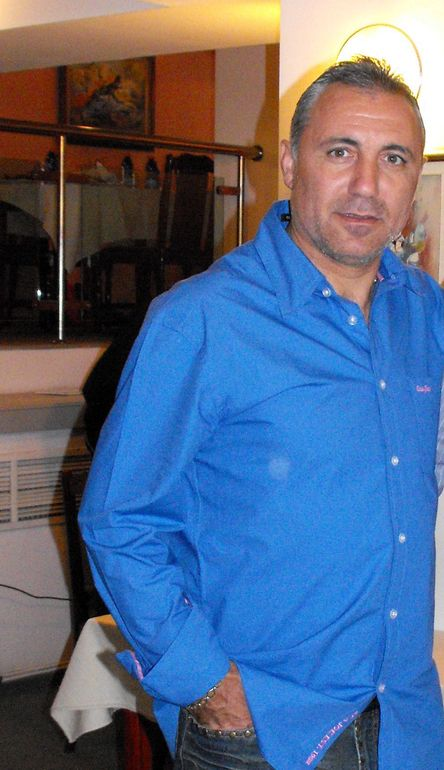
Hristo Stoichkov, vijfvoudig winnaar

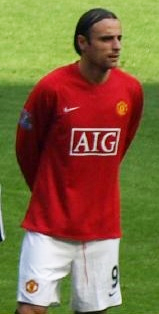
Dimitar Berbatov, zevenvoudig winnaar

Bulgaars voetballer van het jaar (Bulgaars: Футболист №1 на България, Futbolist №1 na Balgariya) is een Bulgaarse voetbalprijs die jaarlijks wordt uitgereikt aan de beste Bulgaarse voetballer van het jaar. De prijs bestaat sinds 1961. De beste voetballer wordt gekozen door journalisten uit de Bulgaarse media.
Dimitar Berbatov is degene die de prijs het vaakst in ontvangst heeft mogen nemen (7x). Hristo Stoichkov werd vijf keer verkozen tot beste voetballer van zijn land.

## Lijst met winnaars

### Mannen
| Jaar | Naam                   | Club                              |
| ---- | ---------------------- | --------------------------------- |
| 1961 | Georgi Naydenov        | CSKA Sofia                        |
| 1962 | Ivan Kolev             | CSKA Sofia                        |
| 1963 | Aleksandar Shalamanov  | Slavia Sofia                      |
| 1964 | Nikola Kotkov          | Lokomotiv Sofia                   |
| 1965 | Georgi Asparuhov       | Levski Sofia                      |
| 1966 | Aleksandar Shalamanov  | Slavia Sofia                      |
| 1967 | Dimitar Penev          | CSKA Sofia                        |
| 1968 | Simeon Simeonov        | Slavia Sofia                      |
| 1969 | Hristo Bonev           | Lokomotiv Plovdiv                 |
| 1970 | Stefan Aladzhov        | Levski Sofia                      |
| 1971 | Dimitar Penev          | CSKA Sofia                        |
| 1972 | Hristo Bonev           | Lokomotiv Plovdiv                 |
| 1973 | Hristo Bonev           | Lokomotiv Plovdiv                 |
| 1974 | Kiril Ivkov            | Levski Sofia                      |
| 1975 | Kiril Ivkov            | Levski Sofia                      |
| 1976 | Bozhidar Grigorov      | Slavia Sofia                      |
| 1977 | Pavel Panov            | Levski Sofia                      |
| 1978 | Rumen Goranov          | Lokomotiv Sofia                   |
| 1979 | Atanas Mihaylov        | Lokomotiv Sofia                   |
| 1980 | Andrej Jeliazkov       | Slavia Sofia                      |
| 1981 | Georgi Velinov         | CSKA Sofia                        |
| 1982 | Radoslav Zdravkov      | CSKA Sofia                        |
| 1983 | Stoycho Mladenov       | CSKA Sofia                        |
| 1984 | Plamen Nikolov         | Levski Sofia                      |
| 1985 | Georgi Dimitrov        | CSKA Sofia                        |
| 1986 | Borislav Mihaylov      | Levski Sofia                      |
| 1987 | Nikolay Iliev          | Levski Sofia                      |
| 1988 | Ljoeboslav Penev       | CKSA Sofia                        |
| 1989 | Hristo Stoichkov       | CSKA Sofia                        |
| 1990 | Hristo Stoichkov       | FC Barcelona                      |
| 1991 | Hristo Stoichkov       | FC Barcelona                      |
| 1992 | Hristo Stoichkov       | FC Barcelona                      |
| 1993 | Emil Kostadinov        | FC Porto                          |
| 1994 | Hristo Stoichkov       | FC Barcelona                      |
| 1995 | Krassimir Balakov      | Sporting Lissabon / VfB Stuttgart |
| 1996 | Trifon Ivanov          | Rapid Wien                        |
| 1997 | Krasimir Balakov       | VfB Stuttgart                     |
| 1998 | Ivailo Yordanov        | Sporting Lissabon                 |
| 1999 | Aleksandar Aleksandrov | Levski Sofia                      |
| 2000 | Georgi Ivanov          | Levski Sofia                      |
| 2001 | Georgi Ivanov          | Levski Sofia                      |
| 2002 | Dimitar Berbatov       | Bayer Leverkusen                  |
| 2003 | Stilijan Petrov        | Celtic                            |
| 2004 | Dimitar Berbatov       | Bayer Leverkusen                  |
| 2005 | Dimitar Berbatov       | Bayer Leverkusen                  |
| 2006 | Martin Petrov          | Atlético Madrid                   |
| 2007 | Dimitar Berbatov       | Tottenham Hotspur                 |
| 2008 | Dimitar Berbatov       | Manchester United                 |
| 2009 | Dimitar Berbatov       | Manchester United                 |
| 2010 | Dimitar Berbatov       | Manchester United                 |
| 2011 | Nikolaj Michajlov      | FC Twente                         |
| 2012 | Georgi Milanov         | Litex Lovech                      |
| 2013 | Ivan Ivanov            | Partizan Belgrado / FC Basel      |
| 2014 | Vladislav Stojanov     | PFK Ludogorets                    |
| 2015 | Ivelin Popov           | Spartak Moskou                    |
| 2016 | Ivelin Popov           | Spartak Moskou                    |
| 2017 | Ivelin Popov           | Spartak Moskou                    |
| 2018 | Kiril Despodov         | CSKA Sofia                        |
| 2019 | Dimitar Iliev          | Lokomotiv Plovdiv                 |

### Vrouwen
| Jaar | Naam                | Club                      |
| ---- | ------------------- | ------------------------- |
| 2015 | Silvia Radoyska     | NSA Sofia                 |
| 2016 | Evdokiya Popadinova | Racers Ohio               |
| 2017 | Evdokiya Popadinova | Racers Ohio               |
| 2018 | Evdokiya Popadinova | Florida Gulf Coast Eagles |
| 2019 | Evdokiya Popadinova | Florida Gulf Coast Eagles |

Azerbeidzjan · België (HLN · PL) · Bosnië-Herzegovina · Bulgarije · Denemarken · Duitsland · Engeland (PFA · FWA) · Estland · Finland · Frankrijk (FF · UNFP) · Georgië · Gibraltar · Griekenland · Hongarije · Ierland · Israël · Italië · Kazachstan · Kosovo · Kroatië · Letland · Liechtenstein · Litouwen · Luxemburg · Malta · Moldavië · Nederland · Noord-Macedonië · Noorwegen · Oekraïne · Oostenrijk · Polen · Portugal (CNID · PGB) · Roemenië · Rusland ("Futbol" · "Sport-Express") · Schotland (SPFA · SFWA) · Servië · Slowakije · Sovjet-Unie · Spanje (TADS · PDB · LFP) · Tsjechië (ČMFS · KSN) · Wit-Rusland · Zweden · Zwitserland